# 東大阪市立英田南小学校
東大阪市立英田南小学校（ひがしおおさかしりつ あかだみなみしょうがっこう）は、大阪府東大阪市吉田にある公立小学校。

## 沿革
- 1975年（昭和50年）4月1日 - 東大阪市立英田南小学校開校。

## 通学区域
- 松原南1丁目、松原南2丁目、吉田1丁目、吉田2丁目、吉田3丁目、吉田4丁目、吉田5丁目、吉田6丁目、吉田7丁目、吉田8丁目、吉田9丁目[1]

## 進路状況
ほとんどの児童は東大阪市立英田中学校へ進学するが、国私立中学校へ進学する児童もいる。